# Trondheim
Trondheim (po slovensko [tróndhejm]; urbano vzhodnonorveško [ˈtrɔ̂nː(h)æɪm]; južni Sami Tråante), zgodovinsko Kaupangen, Nidaros in Trondhjem (lokalna izgovorjava [ˈtrɔ̂nːjæm]), je mesto in občina v okrožju Trøndelag na Norveškem. Leta 2020 je imela 205.332 prebivalcev, bila je tretja najbolj naseljena občina na Norveškem in četrto največje mestno območje. Trondheim leži na južni obali Trondheimskega fjorda ob izlivu reke Nidelva. Med pomembnimi tehnološko usmerjenimi institucijami s sedežem v Trondheimu so Norveška univerza za znanost in tehnologijo (NTNU), Fundacija za znanstvene in industrijske raziskave (SINTEF), Norveški geološki zavod (NGU) in Univerzitetna bolnišnica St. Olavs.
Naselje je bilo ustanovljeno leta 997 kot trgovska postaja in je služilo kot glavno mesto Norveške od vikinške dobe do leta 1217. Od leta 1152 do 1537 je bilo mesto sedež katoliške nadškofije Nidaros; nato je postalo in ostalo sedež luteranske škofije Nidaros in mesto stolnice Nidaros. Ustanovljena je bila leta 1838. Sedanja občina je bila ustanovljena leta 1964, ko se je Trondheim združil z Byneset, Leinstrand, Strinda in Tiller, in se dodatno razširil 1. januarja 2020, ko se je Trondheim združil s Klæbu.
Trondheim ima blago podnebje za svojo severno širino, kar ima za posledico zmerna poletja in zime, ki na obmorskih območjih pogosto ostanejo nad lediščem. V višjih legah pa je mikroklima hladnejša in bolj snežena.
Mesto deluje kot sedež župana okrožja Trøndelag, ne pa tudi kot njegovo upravno središče (ki je Steinkjer). To je namenjeno preprečevanju preveč centralizirane uprave okrožja.
Trondheim je dom nogometnega kluba Rosenborg, najuspešnejšega norveškega moštva, in smučarskega centra Granåsen, ki je gostil svetovno prvenstvo v nordijskem smučanju.

## Ime
Olav Tryggvason je mesto sprva imenoval Nidaros (iztok reke Nid) ali Niðaróss v staronordijskem črkovanju. Vendar pa ga je večina ljudi imenovala samo kaupangr ('mesto') ali natančneje kaupangr í Þróndheimi ('mesto v okrožju Þróndheimr' tj. Trøndelag). Ime Trøndelag, nordijsko Þrǿndalǫg, je prvotno pomenilo »pravno področje Trønder (ljudi)« (dobesedno Trønder-zakon). Prvi del je rodilnik množine ljudskega imena þrǿndr, »trøndere«, ki je star sedanjik glagola þróask, »rasti« (z istim korenom kot v »uspevati«), in tako lahko prevesti kot 'močan, ploden'.
V poznem srednjem veku so ljudje mesto začeli imenovati kar Þróndheimr. V dansko-norveškem obdobju se je kot provincialno mesto v združenih kraljestvih Dansko-Norveška ime mesta pisalo Trondhjem.
Po zgledu preimenovanja glavnega mesta Kristiania v Oslo je bil Nidaros ponovno uveden kot uradno ime mesta za kratek čas od 1. januarja 1930 do 6. marca 1931. Ime je bilo obnovljeno, da bi ponovno potrdilo povezavo mesta z njegovo slavno preteklostjo, celo čeprav je referendum leta 1928 o imenu mesta prinesel 17.163 glasov za Trondhjem in samo 1508 glasov za Nidaros. Javno ogorčenje pozneje istega leta, celo v obliki nemirov, je Storting prisililo, da se je zadovoljil s srednjeveškim imenom mesta Trondheim. Vendar pa je bilo ime škofije leta 1918 spremenjeno iz Trondhjem stift v Nidaros bispedømme (škofija Nidaros).
Trondheim se je med drugo svetovno vojno na kratko imenoval Drontheim kot nemški eksonim.

## Zgodovina
Trondheim je vikinški kralj Olaf Tryggvason leta 997 n. št. poimenoval Kaupangen (trg ali trgovski prostor). Kmalu zatem so ga začeli imenovati Nidaros. Sprva so ga pogosto uporabljali kot vojaški zapornik (staronordijski hird-man) kralja Olava I. Pogosto so ga uporabljali tudi kot kraljev sedež in je bil do leta 1217 glavno mesto Norveške.
Ljudje so v regiji živeli že tisočletja, kar dokazujejo kamnine v osrednji Norveški, kulture Nøstvat in Lihult ter kultura trakaste keramike. V starih časih so norveške kralje pozdravljali v Trondheimu v Øretingetu, kraju zbiranja vseh svobodnih ljudi ob izlivu reke Nidelve. Harald Lepolasi (865–933) je bil tu pozdravljen kot kralj, prav tako njegov sin Haakon I. Norveški, imenovan »Dobri«. Bitka pri Kalvskinnetu je potekala v Trondheimu leta 1179: kralj Sverre Sigurdsson in njegovi bojevniki Birkebeiner so zmagali proti Erlingu Skakkeju (tekmec za prestol). Nekateri učenjaki verjamejo, da so bile znane šahovske figure z otoka Lewis iz 12. stoletja, izrezljane iz mroževe slonovine, ki so jih našli na Hebridih in so zdaj v Britanskem muzeju, morda izdelani v Trondheimu.
Od leta 1152 je bil Trondheim sedež nadškofa Nidarosa za Norveško, ki je deloval iz nadškofove palače. Zaradi uvedbe luteranskega protestantizma leta 1537 je moral zadnji nadškof Olav Engelbrektsson pobegniti iz mesta na Nizozemsko; umrl je v današnjem Lieru v Belgiji.
Od 16. do 19. stoletja so mesto večkrat opustošili požari, ki so povzročili obsežno škodo, saj je bilo veliko njegovih stavb lesenih. Najhujši so se zgodili v letih 1598, 1651, 1681, 1708, 1717 (dvakrat), 1742, 1788, 1841 in 1842. Požar leta 1651 je uničil 90 % vseh stavb v mejah mesta. Po Hornemanovem požaru leta 1681 je prišlo do skoraj popolne obnove mesta, ki jo je nadziral general Johan Caspar von Cicignon, po rodu iz Luksemburga. Široke avenije, kot je Munkegata, so bile ustvarjene brez upoštevanja pravic zasebne lastnine, da bi omejili škodo zaradi prihodnjih požarov. Takrat je imelo mesto manj kot 10.000 prebivalcev, večina pa jih je živela v središču mesta.
Po pogodbi iz Roskildeja 26. februarja 1658 sta Trondheim in preostali del Trøndelaga za kratek čas postala švedsko ozemlje. Vendar je bilo območje ponovno zavzeto 10 mesecev kasneje. Konflikt je bil dokončno rešen s københavnsko pogodbo 27. maja 1660.
Med drugo svetovno vojno je Trondheim okupirala nacistična Nemčija od 9. aprila 1940, prvega dne invazije na Norveško, do konca vojne v Evropi, 8. maja 1945. Nemške invazijske sile so sestavljale nemška križarka Admiral Hipper, 4 rušilci in 1700 avstrijskih gorskih vojakov. Invaziji, ki se je začela 9. aprila ob 5. uri zjutraj, razen obalne baterije, ki je odprla ogenj, ni bilo nobenega odpora. 14. in 17. aprila so se britanske in francoske sile izkrcale blizu Trondheima v neuspelem poskusu osvoboditve Trondheima v okviru kampanje Namsos. Med okupacijo je bil Trondheim dom zloglasnega norveškega agenta Gestapa, Henryja Rinnana, ki je deloval iz bližnje vile in se infiltriral v norveške odporniške skupine. Okupacijska oblast je z mestom in njegovimi meščani ostro ravnala, vključno z uvedbo vojnega stanja oktobra 1942. V tem času so Nemci mesto in njegovo okolico spremenili v glavno oporišče za podmornice (kar je vključevalo gradnjo velike podmorniške baza in bunker DORA I) in razmišljal o načrtu za izgradnjo novega mesta za 300.000 prebivalcev, Nordstern ("Severna zvezda"), s središčem 15 kilometrov jugozahodno od Trondheima, blizu mokrišč Øysand na obrobju občine Melhus. To novo metropolo naj bi spremljala močno razširjena različica že obstoječega pomorskega oporišča, ki naj bi postalo prihodnje glavno oporišče nemške Kriegsmarine. Ta ogromen gradbeni projekt se je začel, vendar še zdaleč ni bil dokončan, ko se je vojna končala, in danes je od njega le malo fizičnih ostankov.

### Mestna zgodovina
Mesto Trondheim je bilo ustanovljeno 1. januarja 1838 (glej formannskapsdistrikt). 1. januarja 1864 je bil del Strinde (prebivalstvo 1229) združen s Trondheimom. Nato je bil 1. januarja 1893 drugi del Strinde (4097 prebivalcev) premeščen v Trondheim. 1. januarja 1952 je bilo območje Lade v Strindi (2230 prebivalcev) preneseno v Trondheim. 1. januarja 1964 je prišlo do velike združitve občin: sosednje občine Leinstrand (prebivalstvo 4193), Byneset (prebivalstvo 2049), Strinda (prebivalstvo 44.600) in Tiller (prebivalstvo 3595) so bile vse združene z mestom. Trondheim (prebivalstvo 56.982), kar je skoraj podvojilo prebivalstvo občine. 1. januarja 2020 je bila sosednja občina Klæbu (prebivalstvo 6050) združena z občino Trondheim.

## Geografija
Trondheim leži tam, kjer se reka Nidelva sreča s Trondheim fjordom, z odličnim pristaniščem in zaščitenimi pogoji. V srednjem veku je bila reka dovolj globoka, da je po njej lahko plula večina čolnov. Vendar pa je sredi 17. stoletja zaradi plazu blata in kamenja postala manj plovna in delno uničeno pristanišče. Najvišja vzpetina občine je hrib Storheia, 565 metrov nad morsko gladino. Ob poletnem solsticiju sonce vzide ob 3. uri in zaide ob 23.40, vendar ostane tik pod obzorjem. Med 23. majem in 19. julijem, ko je nebo brez oblakov, je ponoči dovolj svetlo, da na prostem ni potrebna umetna razsvetljava. Ob zimskem solsticiju sonce vzide ob 10.01, se zadržuje zelo nizko nad obzorjem (opoldan je njegova nadmorska višina nekaj več kot 3 stopinje nad obzorjem) in zaide ob 14.31.

### Podnebje
Mesto Trondheim ima oceansko podnebje (Cfb) ali vlažno celinsko podnebje (Dfb), odvisno od uporabljenega zimskega praga (–3 °C ali 0 °C). Del občine, ki je bolj oddaljen od fjorda, ima nekoliko hladnejše zime, medtem ko ima del ob fjordu najmilejše zime. Trondheim je večinoma zaščiten pred močnimi južnimi in jugozahodnimi vetrovi, ki se lahko pojavijo ob zunanji obali, vendar je bolj izpostavljen severozahodnim vetrovom. Kot pri preostali Norveški je vreme odvisno od vremenskih vzorcev. Visok pritisk nad osrednjo Norveško ali na vzhodu daje sončno vreme, ki lahko traja več tednov. Nasprotno pa lahko atlantske najnižje vrednosti prevladujejo tudi več tednov, oba vzorca pa se lahko pojavljata vse leto. To se je pokazalo leta 2020, ko so maja tri tedne v mesecu pihali severozahodniki s hladnim zrakom iz Grenlandskega morja, sredi maja pa je snežilo, s čimer je bil dosežen nov majski rekord glede snega. Naslednji mesec so visok pritisk in tedni z jugovzhodnimi vetrovi prinesli najtoplejši junij doslej, s 345 sončnimi urami, letališče Trondheim pa je zabeležilo novo rekordno temperaturo 34,3 °C, najtoplejšo temperaturo na Norveškem v letu 2020. Trondheim od novembra doživlja zmerno sneženje do marca, vendar pomešan z milim vremenom in padavinami. Vsako zimo je v povprečju 14 dni z najmanj 25 cm snežne odeje na tleh in 22 dni z najnižjo dnevno temperaturo –10 °C ali manj (1971–2000, letališče). V primestnih območjih na višjih nadmorskih višinah je pogosto več snega in pozneje taljenje, z dobrimi pogoji za smučanje v Bymarki. Vse mesečne najnižje vrednosti so iz leta 1955 ali starejše, polovica jih je izpred leta 1920. Zadnja nočna zmrzal v juniju je bila leta 1958, najhladnejša majska noč po letu 2000 pa je imela nizkih –2,7 °C. Najnižja majska noč je iz leta 1900, kar je za 3,7 °C hladneje od druge najhladnejše majske noči. Najnižja temperatura v zgodovini –26 °C je bila zabeležena februarja 1899. Najvišja temperatura v zgodovini 35 °C je bila zabeležena 22. julija 1901. Najtoplejši zabeleženi mesec je julij 2014 s povprečjem 19,5 °C in povprečna najvišja dnevna temperatura 24,9 °C (letališče). Najhladnejši zabeleženi mesec je februar 1966 s povprečno −9,9 °C in povprečno najnižjo dnevno temperaturo −14,2 °C (letališče). Povprečni datum za zadnjo nočno zmrzovanje (nizko pod 0 °C) spomladi je 1. maj, povprečni datum za prvo zmrzovanje jeseni pa 9. oktober, kar pomeni sezono brez zmrzali 160 dni (povprečje letališča Trondheim Værnes 1981–2010). Najzgodnejše vremenske postaje so bile bližje mestnemu središču, od leta 1945 dalje pa je vremenska postaja na višji nadmorski višini (Voll, 127 m in Tyholt, 113 m), zato je nekoliko hladneje. Met.no je decembra 2015 v mestu Gløshaugen (NTNU) vzpostavil nov sončni zapisovalnik, ki je zabeležil več sončnih ur kot prejšnji sončni zapisovalnik, ki je imel težave z blokiranjem terena. V juliju je povprečno 229 sončnih ur (na podlagi 2016–2020). Trondheim je oktobra 2016 zabeležil 197 sončnih ur in tako presegel prejšnji državni rekord za oktober. Aprila 2019 je Trondheim zabeležil 308 sončnih ur in postavil nov državni rekord za april. Nasprotno pa je decembra 2016 zabeleženih le 10 sončnih ur.

### Živalstvo
Mesto ima različne močvirne habitate med katerimi je Gaulosen. Razgledni stolp je primeren za opazovanje ptic in zagotavljanje informacij o življenju ptic.
Čeprav je Trondheim tretje največje mesto na Norveškem, je mogoče videti divje živali. V Nidelvi in Bymarki uspevajo vidre in bobri. Jazbeci in navadna lisica nista redka prizora. Losi in jeleni so pogosti v hribih, ki obkrožajo mesto, in lahko zaidejo v mesto, zlasti maja, ko enoletnike preženejo njihove matere ali pozno pozimi, ko na zasneženih višjih mestih zmanjkuje hrane regije. Od leta 2002 do 2017 je v Bymarki živel rosomah.

## Mestna pokrajina
Večina mestnega središča Trondheima je posejana z majhnimi specializiranimi trgovinami. Vendar pa je glavno nakupovalno območje skoncentrirano okoli ulic za pešce Nordre gate, Olav Tryggvasons gate in Thomas Angells gate, čeprav je preostali del mestnega središča opremljen z vsem, od starih, dobro uveljavljenih podjetij do novih, hip in trendovske trgovine.
Sredi do poznih 1990-ih je bilo območje okoli starega suhega doka in stavb za gradnjo ladij propadlega ladjedelniškega podjetja Trondhjems mekaniske Værksted pri Nedre Elvehavnu prenovljeno, stare industrijske stavbe pa so bile podrte, da bi naredili prostor za kondominije. Zgrajen je bil tudi trgovski center, znan kot Solsiden (Sončna stran). To je priljubljeno stanovanjsko in nakupovalno območje, zlasti za mlade.
DORA 1 je nemška podmorniška baza, v kateri je bila med drugo svetovno vojno okupacija Norveške 13. flota podmornic. Danes so v bunkerju različni arhivi, med njimi mestni arhiv, univerzitetni in državni arhiv. Pred kratkim se je DORA uporabljala kot koncertno prizorišče.
Trdnjava Kristiansten, zgrajena 1681–1684, se nahaja na hribu vzhodno od Trondheima. Leta 1718 je odvrnila napade Švedov, vendar ga je leta 1816 prestolonaslednik regent Karel Janez razgradil.
Kip Olafa Tryggvasona, ustanovitelja Trondheima, je na osrednjem mestnem trgu, nameščen na vrhu obeliska. Osnova kipa je tudi sončna ura, vendar je umerjena na UTC+1, tako da je odčitek poleti za eno uro netočen.
Otoček Munkholmen je priljubljena turistična atrakcija in rekreacijsko mesto. Otoček je služil kot usmrtitev, samostan, trdnjava, zapor in protiletalska topovska postaja druge svetovne vojne.
Stiftsgården je kraljeva rezidenca v Trondheimu, ki jo je leta 1774 prvotno zgradila Cecilie Christine Schøller. S 140 sobami, ki obsegajo 4000 kvadratnih metrov, je morda največja lesena stavba v severni Evropi in jo kraljevi in njihovi gostje uporabljajo od leta 1800.
Kip Leifa Ericsona je ob morju, blizu stare carinske stavbe, objektov za križarjenje in nove plavalne dvorane. Kip je replika, izvirnik je v marini v Seattlu.

### Stolnica Nidaros
Stolnica Nidaros in nadškofova palača sta druga ob drugi sredi mestnega jedra. Stolnica, zgrajena od leta 1070 naprej, je najpomembnejši gotski spomenik na Norveškem in je bila v srednjem veku najpomembnejši krščanski romarski kraj v severni Evropi, z romarskimi potmi, ki so vodile do nje iz Osla na južnem Norveškem ter iz Jämtlanda in Värmlanda regijah Švedske. Danes je to najsevernejša srednjeveška stolnica na svetu in druga največja v Skandinaviji.
V srednjem veku in ponovno po obnovitvi neodvisnosti leta 1814 je bila stolnica Nidaros kronanska cerkev norveških kraljev. Kralj Haakon VII. Norveški je bil zadnji monarh, ki je bil tam okronan leta 1906. Začenši s kraljem Olafom V. leta 1957 je kronanje nadomestilo posvečenje. Leta 1991 sta bila v stolnici posvečena sedanji kralj Harald V. Norveški in kraljica Sonja. 24. maja 2002 se je njuna hči princesa Märtha Louise v stolnicii poročila s pisateljem Arijem Behnom.
Romarska pot (Pilegrimsleden) do mesta grobnice svetega Olufa v stolnici je bila nedavno ponovno vzpostavljena. Znana tudi kot Pot svetega Olafa (Sankt Olavs vei), glavna pot, ki je dolga približno 640 kilometrov, se začne v Oslu in vodi proti severu, ob jezeru Mjøsa, navzgor po dolini Gudbrandsdalen, čez gorovje Dovrefjell in po dolini Oppdal do konca pri stolnici Nidaros v Trondheimu. V Oslu obstaja romarski urad, ki svetuje romarjem, in romarski center v Trondheimu pod okriljem stolnice, ki uspešnim romarjem podeli potrdila po zaključku njihove poti.

## V popularni kulturi
Trondheimska kultura je parodirana na albumu Monty Python Another Monty Python Record v obliki izmišljenega Trondheimskega plesa s kladivom.
Trondheim je tudi ključna lokacija v vesolju Command & Conquer: Tiberian Sun, saj je kritično bojišče za obe frakciji.
Trondheim je bilo ime planeta v seriji romanov Enderjeva igra.
Trondheim je verjetno služil kot navdih za izmišljeno mesto Tronjheim v The Inheritance Cycle.

## Galerija slik
- Trdnjava Kristiansten
- Center Trondheima z otočkom Munkholmen v ozadju
- Nidarosdomen
- Nidarosdomen
- Trondheim pozimi 2002
- Hiše ob reki Nidi
- Potniško pristanišče